# Калафатов Ігнат Сергійович
Ігнат Сергійович Калафатов — матрос 503 ОБМП Військово-Морські Сил Збройних Сил України, учасник російсько-української війни, що загинув у ході російського вторгнення в Україну у 2022 році. 

## Життєпис
Проходив військову службу в 503 ОБМПВМС ЗС України. Військове звання  — матрос.
Загинув у віці 20 років у бою поблизу смт Верхньоторецького на Донеччині.

## Нагороди
- орден «За мужність» III ступеня (2022, посмертно) — ''за особисту мужність і самовіддані дії, виявлені у захисті державного суверенітету та територіальної цілісності України, вірність військовій присязі.